# Katarzyna Montgomery
Katarzyna Montgomery (ur. 26 lipca 1969) – polska dziennikarka prasowa i telewizyjna.

## Życiorys
Uprawiała amatorsko windsurfing. Studiowała w Moskwie filologię rosyjską. W czasie pobytu w Sierra Leone zapadła na chorobę, która ją na pół roku sparaliżowała.
Pracowała w dziale krajowym „Gazety Wyborczej”, gdzie zajmowała się sprawami społecznymi i politycznymi. W latach 2001–2006 pracowała w tygodniku „Viva!” jako szefowa działu krajowego (2001–2003), zastępca redaktora naczelnego (2003–2004) i redaktor naczelna (2004–2006). Kierowała redakcją weekendowego dodatku do „Dziennika” „Życie jest piękne”. Była redaktor naczelną miesięcznika „Zwierciadło” i jest wolontariuszką w domu dziecka.
W latach 2007–2014 prowadziła najpierw w TV4, a następnie w Polsat Café program „mała Czarna”. Od 2018 prowadzi program The Story of My Life – Historia naszego życia w Polsacie.
Autorka rozmowy z Krystyną Jandą „Pani zyskuje przy bliższym poznaniu”, która w maju 2016 roku ukazała się nakładem wydawnictwa Prószyński Media.